# Eem
L'Eem è un fiume che scorre nella provincia del Utrecht nei Paesi Bassi.

## Geografia
Il fiume è alimentato dal Canale Vallei e da diversi torrenti della regione del Veluwe, tra i quali, i più importanti sono l'Heiligenberger Beek, il Barneveldse Beek e il Lunterse Beek. Tutti questi corsi d'acqua si riuniscono nei pressi di Amersfoort a formare l'Eem. Il fiume scorre nei pressi di Soest, Baarn e Eemnes prima di gettarsi nell'Eemmeer.

## Nome

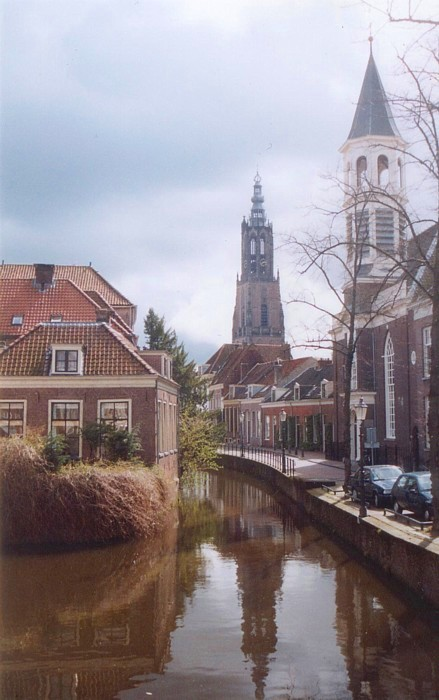
L'Eem à Amersfoort

L'antico nome latino del fiume è Hemus e compare la prima volta in un documento dell'anno 777. Altri nomi del fiume Eem sono Amer e Hamer.
Le località di Eemnes, Eemdijk e Eembrugge, così come il lago di confine dell'Eemmeer, traggono il loro nome da Eem, mentre in nome di Amersfoort deriva da guado, in olandese voorde, sull'Amer.
Il fiume Eem dà anche il nome al periodo interglaciale Eemiano.